# Service Worker
Service Worker — це комп'ютерна програма, яка працює у фоновому режимі веббраузера і виступає посередником між вебзастосунком, браузером та комп'ютерною мережею. Це техніка з області прогресивних вебзастосунків (PWA), яка дозволяє вебзастосункам, наприклад, робити певні функції доступними в автономному режимі та надсилати push-повідомлення.